# Pronoto-propleural arm muscle
Pronoto-propleural arm muscle, mięsień t1-ppa – mięsień tułowia  owadów.
Mięsień stwierdzony u błonkówek. Wchodzi w skład grupy funkcyjnej "mięśni propleuralnych" (ang. propleural muscle). Bierze swój początek na przedpleczu i zaczepia się na "ramieniu propleuralnym" (ang. propleural arm).